# Trattato di Bruxelles (2011)
Il trattato di Bruxelles del 2011,  noto anche come trattato di adesione del 2011,  è stato firmato a Bruxelles il 9 dicembre 2011 fra gli allora ventisette membri dell'Unione europea e la Croazia. Contenuto del trattato è l'adesione della Croazia all'Unione europea. La firma del suddetto trattato fu preceduta dalla firma di un accordo di pre-adesione.

## Titolo formale
"Trattato tra Regno del Belgio, la Repubblica di Bulgaria, la Repubblica ceca, il Regno di Danimarca, la Repubblica Federale di Germania, la Repubblica di Estonia, la Repubblica ellenica, il Regno di Spagna, la Repubblica francese, l'Irlanda, la Repubblica italiana, la Repubblica di Cipro, la Repubblica di Lettonia, la Repubblica di Lituania, il Granducato del Lussemburgo, la Repubblica di Ungheria, la Repubblica di Malta, il Regno dei Paesi Bassi, la Repubblica d'Austria, la Repubblica di Polonia, la Repubblica portoghese, la Romania, la Repubblica di Slovenia, la Repubblica slovacca, la Repubblica di Finlandia, il Regno di Svezia, il Regno Unito di Gran Bretagna e Irlanda del Nord (Stati membri dell'Unione europea) e la Repubblica di Croazia, relativo all'adesione della Repubblica di Croazia all'Unione europea".

## Contesto
La Croazia presentò la domanda di adesione il 20 febbraio 2003.
Svolse i negoziati di adesione in seno a una conferenza intergovernativa svoltasi dal 3 ottobre 2005 al 30 giugno 2011.
La cerimonia della firma avvenne il 9 dicembre 2011. Vi presero parte i plenipotenziari dei governi degli Stati membri dell'Unione europea e quelli del Governo croato. Il 22 gennaio 2012 i croati approvarono l'adesione. Dopo il processo di ratifica, il trattato è entrato in vigore il 1º luglio 2013.

## Iter di ratifica
Nella tabella qui sotto sono riportati i dati riguardanti l'iter di ratifica del trattato tra gli Stati membri dell'Unione Europea e la Croazia, relativo all'adesione della Repubblica di Croazia all'Unione europea. La lista qui sotto è ordinata in base alla data di deposito degli strumenti di ratifica presso il Governo italiano. Se la data di deposito coincide, la lista è ordinata in base alla data di approvazione parlamentare
| Firmatario  | Data       | Istituzione | Risultato                                                                                            | Deposito   |
| ----------- | ---------- | --- | --- | ---------- |
| Slovacchia  | 1/2/2012   | Approvata dal Národná rada Slovenskej republiky (Consiglio nazionale della Repubblica Slovacca)                            | all'unanimità                                                                                        | 19/3/2012  |
| Slovacchia  | 17/2/2012  | Promulgata dal presidente della Repubblica Ivan Gašparovič                                                                 | | 19/3/2012  |
| Ungheria    | 13/2/2012  | Approvata dall'Országgyűlés (Assemblea nazionale di Ungheria)                                                              | 334 si e 5 astenuti                                                                                  | 22/3/2012  |
| Ungheria    | 17/2/2012  | Promulgata dal presidente della Repubblica Pál Schmitt                                                                     | | 22/3/2012  |
| Malta       | 5/3/2012   | Approvata dalla Kamra (Camera dei deputati)                                                                                | all'unanimità                                                                                        | 2/4/2012   |
| Croazia     | 22/1/2012  | Approvata dal referendum                                                                                                   | 67% si e 33% no                                                                                      | 4/4/2012   |
| Croazia     | 9/3/2012   | Approvata dall'Hrvatski sabor (Sabor)                                                                                      | all'unanimità                                                                                        | 4/4/2012   |
| Croazia     | 28/3/2012  | Promulgata dal presidente della Repubblica Ivo Josipović                                                                   | | 4/4/2012   |
| Italia      | 15/2/2012  | Approvata dalla Camera dei deputati                                                                                        | 482 si, 30 astenuti e 2 no                                                                           | 10/4/2012  |
| Italia      | 28/2/2012  | Approvata dal Senato della Repubblica                                                                                      | 216 si, 22 astenuti e 2 no                                                                           | 10/4/2012  |
| Italia      | 29/2/2012  | Promulgata dal presidente della Repubblica Giorgio Napolitano                                                              | | 10/4/2012  |
| Bulgaria    | 17/2/2012  | Approvata dal Narodno sabranie (Assemblea nazionale della Bulgaria)                                                        | all'unanimità                                                                                        | 19/4/2012  |
| Bulgaria    | 28/2/2012  | Promulgata dal presidente della Repubblica Rosen Plevneliev                                                                | | 19/4/2012  |
| Lettonia    | 22/3/2012  | Approvata dal Saeima (Saeima)                                                                                              | all'unanimità                                                                                        | 6/6/2012   |
| Lettonia    | 2/4/2012   | Promulgata dal presidente della Repubblica Andris Bērziņš                                                                  | | 6/6/2012   |
| Cipro       | 3/5/2012   | Approvata dal Vouli ton Antiprosópon/Temsilciler Meclisi (Camera dei rappresentanti)                                       | all'unanimità                                                                                        | 11/6/2012  |
| Cipro       | 18/5/2012  | Promulgata dal presidente della Repubblica Dimitris Christofias                                                            | | 11/6/2012  |
| Lituania    | 29/4/2012  | Approvata dal Seimas (Parlamento)                                                                                          | 57 si, 6 astenuti e 2 no                                                                             | 20/6/2012  |
| Lituania    | 8/5/2012   | Promulgata dal presidente della Repubblica Dalia Grybauskaitė                                                              | | 20/6/2012  |
| Rep. Ceca   | 25/5/2012  | Approvata dal Senát Parlamentu České republiky (Senato della Repubblica Ceca)                                              | all'unanimità                                                                                        | 4/7/2012   |
| Rep. Ceca   | 6/6/2012   | Approvata dal Poslanecká sněmovna Parlamentu České republiky (Camera dei deputati della Repubblica Ceca)                   | 151 si e 13 astenuti                                                                                 | 4/7/2012   |
| Rep. Ceca   | 26/6/2012  | Promulgata dal presidente della Repubblica Václav Klaus                                                                    | | 4/7/2012   |
| Romania     | 26/6/2012  | Approvata dal Parlamentul României (Parlamento rumeno) in seduta comune                                                    | all'unanimità                                                                                        | 2/8/2012   |
| Romania     | 2/7/2012   | Promulgata dal presidente della Repubblica Traian Băsescu                                                                  | | 2/8/2012   |
| Austria     | 4/7/2012   | Approvata dal Nationalrat (Consiglio nazionale)                                                                            | 152 si e 7 no                                                                                        | 8/8/2012   |
| Austria     | 6/7/2012   | Approvata dal Bundesrat (Consiglio federale)                                                                               | 53 si e 2 no                                                                                         | 8/8/2012   |
| Austria     | 8/7/2012   | Promulgata dal Presidente federale Heinz Fischer                                                                           | | 8/8/2012   |
| Irlanda     | 19/6/2012  | Approvata dal Dáil Éireann (Camera dei rappresentanti)                                                                     | senza votazione                                                                                      | 8/10/2012  |
| Irlanda     | 27/6/2012  | Approvata dal Seanad Éireann (Senato)                                                                                      | senza votazione                                                                                      | 8/10/2012  |
| Irlanda     | 3/7/2012   | Promulgata dal Presidente della Repubblica Michael D. Higgins                                                              | | 8/10/2012  |
| Estonia     | 12/9/2012  | Approvata dal Riigikogu (Assemblea dello Stato)                                                                            | all'unanimità                                                                                        | 24/10/2012 |
| Estonia     | 18/9/2012  | Promulgata dal presidente della Repubblica Toomas Hendrik Ilves                                                            | | 24/10/2012 |
| Portogallo  | 21/9/2012  | Approvata dall'Assembleia da República (Assemblea della Repubblica)                                                        | 206 si e 24 astenuti                                                                                 | 19/12/2012 |
| Portogallo  | 14/11/2012 | Promulgata dal presidente della Repubblica Aníbal Cavaco Silva                                                             | | 19/12/2012 |
| Grecia      | 30/10/2012 | Approvata dal Vulì ton Ellìnon (Parlamento ellenico)                                                                       | 283 sì, 12 astenuti e 5 no                                                                           | 27/12/2012 |
| Spagna      | 11/10/2012 | Approvata dal Congreso de los Diputados de España (Congresso dei Deputati di Spagna)                                       | all'unanimità                                                                                        | 8/1/2013   |
| Spagna      | 24/10/2012 | Approvata dal Senado de España (Senato del Regno di Spagna)                                                                | all'unanimità                                                                                        | 8/1/2013   |
| Spagna      | 30/10/2012 | Promulgata dal re Juan Carlos I                                                                                            | | 8/1/2013   |
| Svezia      | 7/11/2012  | Approvata dal Riksdag (Parlamento)                                                                                         | 280 sì e 20 no                                                                                       | 8/1/2013   |
| Lussemburgo | 8/10/2012  | Approvata dalla D'Chamber/Chambre des Députés/Abgeordnetenkammer (Camera dei deputati)                                     | all'unanimità                                                                                        | 17/1/2013  |
| Lussemburgo | 29/11/2012 | Promulgata dal granduca Enrico                                                                                             | | 17/1/2013  |
| Polonia     | 4/10/2012  | Approvato dal Senat Rzeczypospolitej Polskiej (Senato polacco)                                                             | all'unanimità                                                                                        | 12/2/2013  |
| Polonia     | 14/9/2012  | Approvata dal Sejm Rzeczypospolitej Polskiej (Sejm polacco)                                                                | 431 si e 1 astenuto                                                                                  | 12/2/2013  |
| Polonia     | 19/12/2012 | Promulgata dal presidente della Repubblica Bronisław Komorowski                                                            | | 12/2/2013  |
| Francia     | 15/1/2013  | Approvata dall'Assemblée nationale (Assemblea nazionale).                                                                  | all'unanimità                                                                                        | 20/3/2013  |
| Francia     | 17/1/2013  | Approvata dal Sénat (Senato)                                                                                               | all'unanimità                                                                                        | 20/3/2013  |
| Francia     | 28/1/2013  | Promulgata dal presidente della Repubblica François Hollande                                                               | | 20/3/2013  |
| Finlandia   | 18/12/2012 | Approvata dal Eduskunta/Riksdag (Parlamento finlandese)                                                                    | 131 si e 4 no                                                                                        | 6/5/2013   |
| Finlandia   | 15/3/2013  | Promulgata dal presidente della Repubblica Sauli Niinistö                                                                  | | 6/5/2013   |
| Regno Unito | 27/11/2012 | Approvata dalla House of Commons (Camera dei comuni)                                                                       | senza divisione d'aula                                                                               | 20/5/2013  |
| Regno Unito | 21/1/2013  | Approvata dalla House of Lords (Camera dei lord)                                                                           | senza divisione dell'aula                                                                            | 20/5/2013  |
| Regno Unito | 31/1/2013  | Promulgata dalla regina Elisabetta II                                                                                      | | 20/5/2013  |
| Danimarca   | 2/5/2013   | Approvata dal Folketing (Parlamento)                                                                                       | all'unanimità                                                                                        | 29/5/2013  |
| Danimarca   | 8/5/2013   | Promulgata dalla regina Margherita II                                                                                      | | 29/5/2013  |
| Paesi Bassi | 5/2/2013   | Approvata dalla Tweede Kamer der Staten-Generaal (Camera dei Rappresentanti dei Paesi Bassi)                               | 115 si e 31 no                                                                                       | 31/5/2013  |
| Paesi Bassi | 16/4/2013  | Approvata dalla Eerste Kamer der Staten-Generaal (Senato dei Paesi Bassi)                                                  | 58 si e 12 no                                                                                        | 31/5/2013  |
| Paesi Bassi | 18/4/2013  | Promulgata dalla regina Beatrice                                                                                           | | 31/5/2013  |
| Belgio      | 13/12/2012 | Approvata dal Senaat/le Sénat/der Senat (Senato del Belgio)                                                                | all'unanimità                                                                                        | 10/6/2013  |
| Belgio      | 24/1/2013  | Approvata dalla Chambre des représentants/Kamer van volksvertegenwoordigers/Abgeordnetenkammer (Camera dei rappresentanti) | 121 si e 1 astenuto                                                                                  | 10/6/2013  |
| Belgio      | 17/2/2013  | Promulgata dalla re Alberto II                                                                                             | | 10/6/2013  |
| Belgio      | 30/1/2012  | Approvata dal Parlement wallont (Parlamento vallone)                                                                       | all'unanimità sia per le competenze comunitarie sia per quelle regionali                             | 10/6/2013  |
| Belgio      | 22/10/2012 | Approvata dal Parlament der Deutschsprachigen Gemeinschaft (Parlamento della Comunità germanofona)                         | 19 si e 2 no                                                                                         | 10/6/2013  |
| Belgio      | 22/10/2012 | Approvata dal Parlement Bruxellois/Brussels Hoofdstedelijk Parlement (Parlamento della Regione di Bruxlles)                | 72 si 1 astenuto e 2 no                                                                              | 10/6/2013  |
| Belgio      | 23/1/2013  | Approvata dal Parlement de la Communauté française (Parlamento della Comunità francofona)                                  | all'unanimità                                                                                        | 10/6/2013  |
| Belgio      | 22/2/2013  | Approvata dal Commission communautaire commune/Gemeenschappelijke Gemeenschapscommissie (Commissione comunitaria comune)   | 79 si, 1 astenuto e 2 no per la comunità francofona e con 13 si e 2 no per la comunità nederlandesae | 10/6/2013  |
| Belgio      | 27/2/2013  | Approvata dal Vlaams Parlement (Parlamento fiammngo)                                                                       | all'unanimità sia per le competenze comunitarie sia per quelle regionali                             | 10/6/2013  |
| Belgio      | 24/5/2013  | Approvata dalla Commission communautaire française (Commissione comunitaria francese)                                      | all'unanimità                                                                                        | 10/6/2013  |
| Slovenia    | 2/4/2013   | Approvata dal Državni zbor (Assemblea nazionale)                                                                           | all'unanimità                                                                                        | 18/6/2013  |
| Slovenia    | 10/4/2013  | Promulgata dal presidente della Repubblica Borut Pahor                                                                     | | 18/6/2013  |
| Germania    | 16/4/2013  | Approvata dal Bundestag (Dieta federale)                                                                                   | 583 sì e 6 astenuti                                                                                  | 21/6/2013  |
| Germania    | 7/6/2013   | Approvata dal Bundesrat (Consiglio federale).                                                                              | all'unanimità                                                                                        | 21/6/2013  |
| Germania    | 14/6/2013  | Promulgata dal presidente federale Joachim Gauck                                                                           | | 21/6/2013  |

## Controversie
La Slovenia, che già aveva bloccato il negoziato per la questione dei confini marini, aveva deciso di non ratificare il trattato di adesione, fino a quando non si sarebbe raggiunto un accordo su come gestire il debito con i clienti croati della Ljubljanska Banka, andata in bancarotta.  Il debito è stato rilevato dal governo sloveno. Il 7 marzo 2013 le due nazioni raggiungono l'accordo, e il mese successivo il parlamento sloveno approva all'unanimità l'adesione della Croazia all'UE.